# الإعاقة في الجزائر

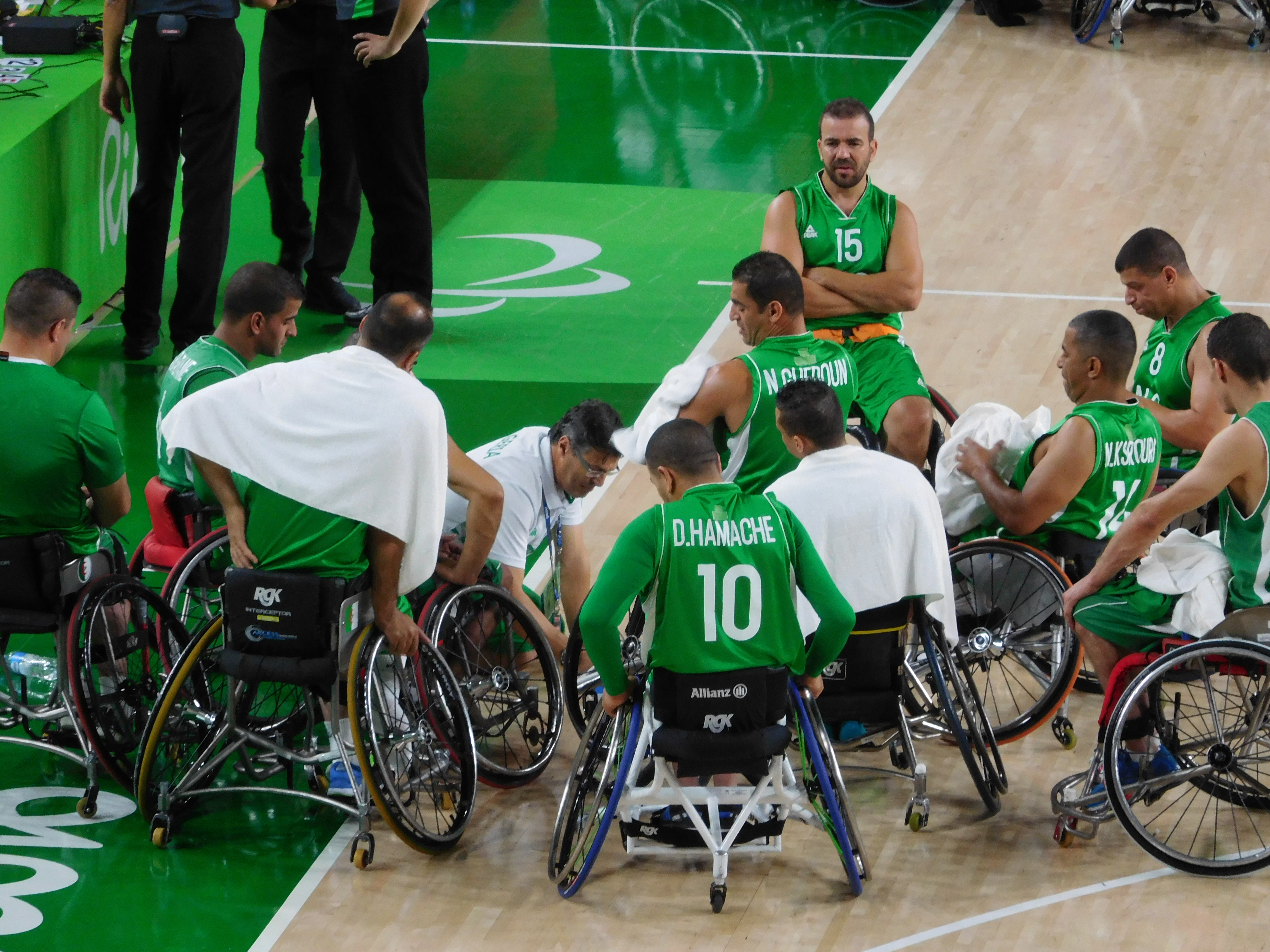
المنتخب الجزائري لكرة السلة على الكراسي المتحركة في الألعاب البارالمبية 2016.

يتمتع الأشخاص ذوو الإعاقة في الجزائر بالحماية بموجب القانون. وقد تبنت الجزائر اتفاقية حقوق الأشخاص ذوي الإعاقة والميثاق العربي لحقوق الإنسان . وتعمل الجزائر على جعل البلاد أكثر سهولة في الوصول للأشخاص ذوي الإعاقة . وبشكل عام، يعاني حوالي 2.5 في المائة من سكان البلاد من نوع ما من الإعاقة، حيث يكون معدل الإعاقة لدى الرجال أعلى من النساء.

## الأسباب
تسببت الألغام الأرضية التي زرعت في الجزائر خلال الحرب العالمية الثانية ومن جراء صراعات أخرى في إحداث إعاقات جسدية في البلاد.

## سياسة
أقرت الحكومة الجزائرية قوانين تمنع التمييز ضد الأشخاص ذوي الإعاقة.  وتعمل وزارة التكوين والتعليم المهنيين على توفير فرص متساوية لجميع فئات الأشخاص، بما في ذلك الأشخاص ذوي الإعاقة، للعمل والحصول على التعليم المهني.
يتلقى الأشخاص ذوي الإعاقة في الجزائر منحاَ بناءً على مدى إعاقتهم. وهناك أيضًا منحة بنسبة 100٪ للأشخاص المصابين بإعاقة كاملة.

### المنظمات غير الحكومية
تتلقى المنظمات غير الحكومية جزءًا صغيرًا من ميزانيتها المالية من الحكومة، كمساعدات.
بدأت منظمة الإنسانية والإدماج عملها في الجزائر عام 1998. تعمل المنظمة على تعزيز حقوق الأشخاص ذوي الإعاقة والتعليم الشامل.

### تشريع
في عام 2002، . أقرت الجزائر قانونًا يحمي الأشخاص ذوي الإعاقة والذي قدم الفوائد التالية: الوصول إلى المستشفيات المتخصصة والأطراف الصناعية والنقل المجاني.  
كما يتم توفير الحد الأدنى من الدخل والمساعدة السكنية للأفراد الذين أصبحوا معاقين بسبب انفجارات الألغام الأرضية.  يحدد القانون الأشخاص ذوي الإعاقة على نطاق واسع ويشمل الأفراد الذين ولدوا بإعاقات وكذلك الأشخاص الذين اكتسبوها في وقت لاحق من الحياة.  يعمل هذا القانون أيضًا على توفير إمكانية الوصول للأشخاص ذوي الإعاقة في المجال العام.

## المواقف الثقافية
إن العمى في كثير من البلدان الإسلامية منها الجزائر لا يؤثر على المكانة الاجتماعية للفرد.